# Kayoko Kishimoto

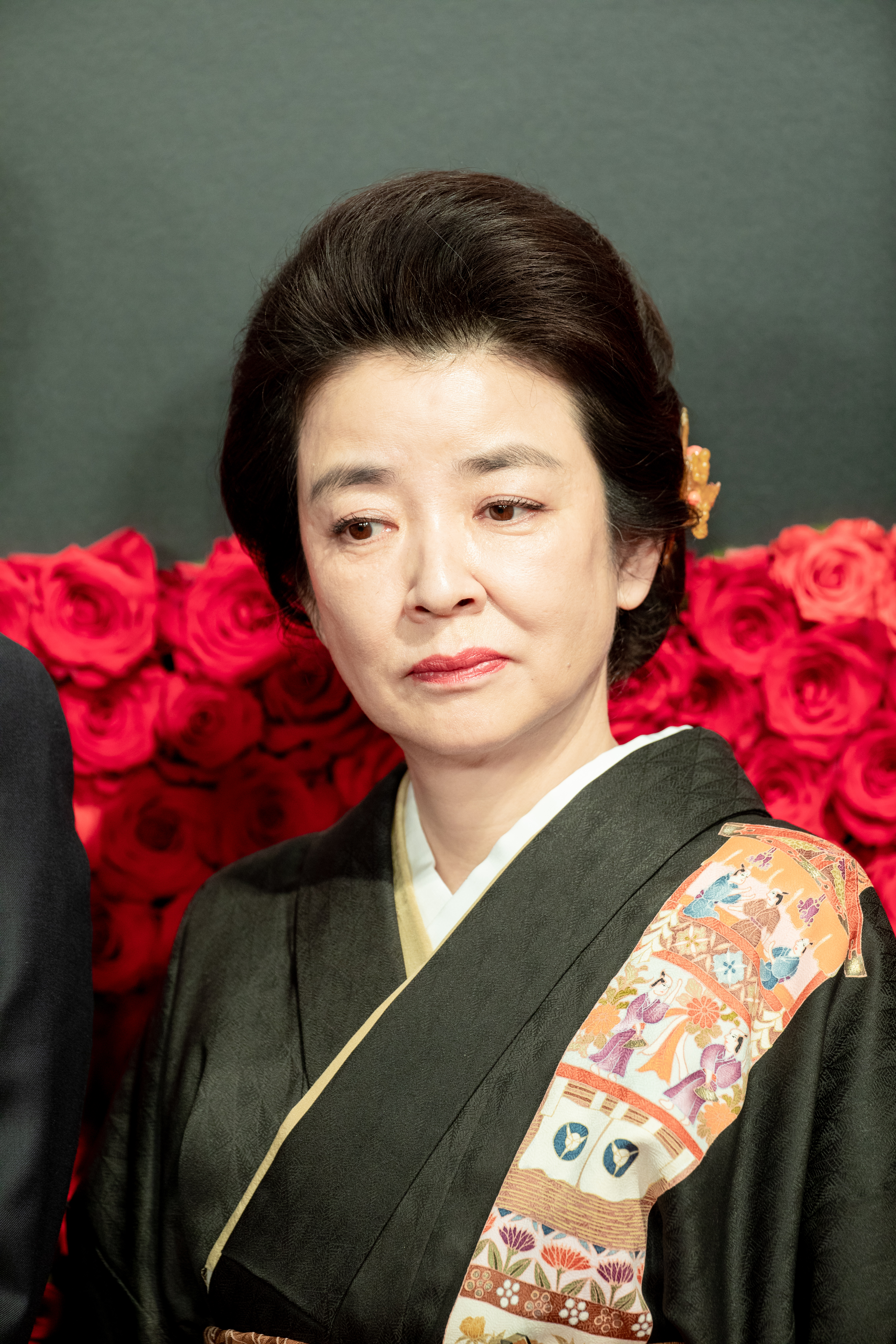
Kayoko Kishimoto aus Lying to Mom bei der Eröffnungszeremonie des Tokyo International Film Festival 2018.

Kayoko Kishimoto (jap. 岸本加世子; * 29. Dezember 1960 in der Stadt Shimada, Shizuoka, Japan) ist eine japanische Schauspielerin.

## Leben
Kayoko Kishimoto debütierte 1977 in der Serie Mu des Senders TBS und wurde in Japan schnell als Schauspielerin, Sängerin und auch für ihr Wirken in Werbespots bekannt.
In den 1990er Jahren trat sie in den Filmen Hana-Bi, Kikujiros Sommer, Dolls und Takeshis’ von Takeshi Kitano auf.

## Filmografie (Auswahl)
- 1997: Hana-Bi
- 1999: Kikujiros Sommer
- 2002: Dolls
- 2005: Takeshis’